# 四棘小鮋
四棘小鮋是輻鰭魚綱鮋形目鮋亞目鮋科的其中一種，為熱帶海水魚，分布於中西太平洋斐濟及馬紹爾群島海域，棲息深度0-12公尺，體長可達10公分，棲息在珊瑚礁底層水域，生活習性不明。

## 扩展阅读
維基物種上的相關：四棘小鮋